# Хју Лофтинг
Хју Џон Лофтинг (енгл. Hugh John Lofting; Мејденхед, 14. јануар 1886 — Топанга, 26. септембар 1947) био је британско-амерички писац за децу и младе. Иако је већину својих дела написао у САД, где је и провео највећи део живота, радња у његовим романима одвија се у Енглеској. Најпознатији је као аутор серије романа о Доктору Дулитлу.

## Биографија
Хју Лофтинг рођен је 14. јануар 1886. године у Мејденхеду, у Енглеској, као једно од шесторо деце у породици. Његов отац Џон Брајан Лофтинг био је Енглез, а мајка Елизабет Агнес (Ганон) Лофтинг Иркиња. Још као мали показивао је љубав према животињама, а према неким анегдотама наводно је имао сопствени мали зоолошки врт, а животиње је чувао и у мајчином ормару за рубље. Хју није једини у породици постао писац. То је био такође и његов старији брат Хилари Лофтинг који је 1915. године емигрирао у Аустралију, па је у Европи остао мање познат.
Од своје осме године Лофтинг је десет година (1894-1904) похађао језуитски колеџ Mount St. Mary's у Честерфилду (Дарбишир), где је стекао класично образовање. Након тога је од 1904. до 1905. године студирао на Технолошком институту у Масачусетсу (САД), а затим се пребацио на студије грађевинеарства на лондонску Политехнику, где је и дипломирао 1907.
Као инжењер Лофтинг путује широм света, радећи у Африци, Западној Индији, Канади, све до 1912. године, када је одлучио да постане писац и доселио се у Њујорк. У Њујорку Лофтинг упознаје своју будућу супругу Флору Смол и већ 1913. године они добијају ћерку Елизабет Мери, а две године касније и сина Колина Мек Махона.

### Први светски рат
По избијању Првог светског рата Лофтинг је као британски држављанин мобилисан. У почетку је радио у канцеларији британског Министарства за информисање у Њујорку, али је годину дана касније прекомандован, додељен му је чин поручника у Ирској гарди и послат је на фронт. Током 1917. и 1918. Учествовао је у борбама у Фландрији и Француској, где је рањен и после лечења демобилисан. Непосредно након рањавања борави у Енглеској, где му се придружује и породица, одакле се после опоравка враћају у Њујорк.

### Повратак у Америку
По повратку у САД породица Лофтинг преселила се 1919. године у Килингворт, у Конектикату. Током боравка на фронту Хју лофтинг је својој деци писао писма, дословно из ровова. Како у тим писмима није желео да описује страхоте рата слао им је маштовите приче о шармантном доктору који воли животиње и бине се о њима. Ова писма је сам и илустровао и она ће му касније послужити као идеја за серију књига о доктору Дулитлу. Први роман у овом серијалу, Прича о доктору Долитлу – Историја његовог необичног живота у домовини и зачуђујућих пустоловина у страним земљама, појавио се 1920. године и постигао је муњевит успех.
Године 1927. умире Лофтингова жена флора и он се, годину дана касније поново жени, На жалост његова друга жена Кетрин умире исте године и ти трагични догађаји уносе у његова каснија дела дозу песимизма. Ипак, године 1935. Лофтинг се поново жени. Са својом трећом женом, Канађанком немачког порекла Џозефином Фрикер, 1936. добија сина Кристофера који је касније био задужен за Лофтингово књижевно наслеђе. Породица се сели у Калифорнију где Лофтинг за свог најмлађег сина пише последњу књигу из серије о доктору Дулитлу Доктор Дулитл и тајно језеро. У међувремену избија Други светски рат, што на Лофтинга који је до краја живота био пацифиста и опирао се окрутности, рату и насиљу имало поражавајући утицај. Лофтинг је успео да заврши ову своју последњу књигу, али она је објављена, тек 1948. године.
Последње две године Лофтингово здравље бивало је све лошије и он је умро 26. септембра 1947. у Топанги (Калифорнија) у 61. години. Сахрањен је у Килингворту (Конектикат). До краја живота Хју Лофтинг је остао убеђени пацифист и опирао се окрутности, рату и насиљу.

## Књижевни рад
Прве приче о путовањима Лофтинг је објављивао у разним магазинима и оне нису биле писане за децу и сасвим су се разликовале од књижевних дела која ће касније написати и која ће га прославити. Прве приче, од којих ће касније настати чувени серијал романа о доктору Дулитлу, настале су у писмима која је Хју Лофтинг писао својој деци са фронта, дословно из ровова, током Првог светског рата. Како није желео деци да описује страхоте рата, писао им је маштовита писма која је сам илустровао. Инспирација му је био хирург Џон Хантер, у то време веома угледни лекар и научник. Главни јунак прича у његовим писмима био је шармантни мали доктор са цилиндром, који воли животиње и брине се о њима. Истим прекоокеанским бродом којим су се Лофтингови, после Хјуовог опоравка, враћали у Америку путовао је и британски песник и романописац Сесил Робертс, који је чуо приче које је Лофтинг причао сину и заинтересовао се за њих. Изненадио се квалитетом стила и сјајним причама па је препоручио Лофтинга свом издавачу. Лофтинг и Робертс се никада више нису срели али је, по изласку прве књиге о Доктору Дулитлу 1920. године, на Робертсову адресу стигла књига са посветом.
Прва књига из серијала о доктору Дулитлу, Прича о доктору Дулитлу, историја његовог необичног живота у домовини и зачуђујућих пустоловина у страним земљама, одмах по објављивању постигла је велики успех и постала дјечји класик. После овог успеха Лофтинг је, годину за годином, писао по једну књигу о доктору и његовим догодовштинама. Друга књига, Путовања доктора Дулитла, објављена 1922. године, представља редак феномен у књижевности да је наставак подједнако добар као и оригинал. За њу је Лофтинг 1923. године добио престижну награду за најбољу дечју књигу године „Newbery Medal” која се те године додељивала тек други пут.
Осим прича о доктору Дулитлу Лофтинг пише и друге књиге. У Килингворту, где се са породицом преселио по повратку из рата, ради и као предавач, а такође је учествовао и у разговорима са децом. Примао је велики број писама (многа деца су веровала да је доктор права особа) која је веома ценио, нарочито она која су деца написала самоиницијативно, а не као школски задатак.
Своје књиге Лофтинг је сам илустровао.
Смрт прве, а о дмах следеће године и друге супруге уноси у лофтингова дела дозу песимизма, па 1928. године објављује роман Доктор Дулитл на Месецу, као покушај да заврши серијал. Међутим није било могуће порицати тако велику популарност, па Лофтинг 1933. године враћа свог јунака романом Повратак доктора Дулитла. Оженивши се и по трећи пут, Лофтинг се са својом новом супругом и најмлађим сином Кристофером сели у Калифорнију. Ту за њега пише свој последњи роман о доктору Дулитлу, Доктор Дулитл и тајно језеро. Стварање овог романа трајало је 12 година, а објављен је тек 1948. године, постхумно.

### Књиге о Доктору Дулитлу
- The Story of Doctor Dolittle (1920) - Прича о доктору Дулитлу

1. The Voyages of Doctor Dolittle (1922) - Путовања доктора Дулитла
2. Doctor Dolittle's Post Office (1923) - Пошта доктора Дулитла
3. Doctor Dolittle's Circus (1924) - Циркус доктора Дулитла
4. Doctor Dolittle's Zoo (1925) - Зоо доктора Дулитла
5. Doctor Dolittle's Caravan (1926) - Караван доктора Дулитла
6. Doctor Dolittle's Garden (1927) - Врт доктора Дулитла
7. Doctor Dolittle in the Moon (1928) - Доктор Дулитл на Месецу
8. Doctor Dolittle's Return (1933) - Повратак доктора Дулитла
9. Doctor Dolittle and the Secret Lake (1948) - Доктор Дулитл и тајно језеро[7]

#### Посебна издања
- Gub-Gub's Book, An Encyclopaedia of Food (1932) - Губ-Губова књига, енциклопедија хране је збирка прича о храни које су у вези са серијалом о доктору Дулитлу, али у којима се он не појављује[8]

Иако је Доктор Дулитл и тајно језеро последња књига о доктору Дулитлу коју је написао Хју Лофтинг, како у погледу композиције, тако иу погледу хронологије прича, после његове смрти објављене су још две књиге о доктору Дулитлу, збирке прича које је Лофтинг објављивао средином 20-их година у Хералд Трибјуну, а које је прикупила и објавила сестра његове треће жене Олга фрикер:
- Doctor Dolittle and the Green Canary (1950) - Доктор Дулитл и зелени канаринац[9]
- Doctor Dolittle's Puddleby Adventures (1952) - Доктор Дулитл, авантуре у Падлбију[10]

### Друге књиге за децу
Хју Лофтинг је написао и друге књиге за децу, међу којима су неке данас тако ретке да их је готово немогуће купити.
- The Story of Mrs. Tubbs (1923) - Прича госпође Табс[12]
- Porridge Poetry - Песме о пориџу[а][13]
- Noisy Nora - Бучна Нора[14]
- The Twilight of Magic - Сумрак чаролије[15]
- Tommy, Tilly, and Mrs. Tubbs - Томи, Тили и госпђа Табс[16]

### Књига за одрасле
- Victory for the Slain (1942)

Лофтингова друга књига поезије и његова једина књига написана изричито за одрасле садржи само једну песму, састављену од седам делова, која говори о узалудности рата. Ово дело никада није штампано у Америци јер се појавило када су САД заратиле са Јапаном, па се песма није сматрала подобном у том тренутку. Објављена је само у Британији.

### Ревизија текста у Лофтинговим делима
Седамдесетих година 20. века Лофтингова дела доспела су на црну листу због „расизма и снисходљивости” неких делова у тексту. Проблем је био у стереотипима времена у коме је писац живео. Због тога су у неким земљама Лофтингови романи били „склоњени са полица” скоро 20 година. Ревидирано издање, у коме су неки делови промењени, а неке илустрације избачене, појавило се 1988. године. Неки критичари сматрају да би текст ипак требало да буде оригиналан, али се и сам лофтингов син Кристофер залагао за ову ревизију, сматрајући да би, да је жив, то исто учинио и његов отац.

### Дела Хјуа Лофтинга преведена на српски језик
Прва књига о доктору Дулитлу објављена на српском језику 1939. године, у издању штампарије Геце Кона, под насловом Доктор Дулитл и његове животиње. Издавачка кућа Младо поколење објавила је прву Лофтингову књигу годину дана пошто је награђена, 1959. године, под насловом Доктор Дулитл. Издавачка кућа Дечје новине из Горњег Милановца објавила је у периоду од 1979. до 1981. године осам од десет оригиналних наслова Лофтингових књига о доктору Дулитлу (нису објавили прву књигу и књигу Доктор Дулитл на Месецу). Прве две књиге до данас су доживеле више издања на српском језику.

## Награде
- „Newbery Medal” за роман Путовања доктора Дулитла (1923)
- „Lewis Carroll Shelf Award” за роман Доктор Дулитл (1958)[4]

## Утицај
Према Лофтинговим романима о Доктору Дулитлу симљено је неколико анимираних и играних, кратких и дугометражних филмова и ТВ серија, а постављен је и као позоришна представа. Први је снимљен анимирани филм Доктор Дулитл и његове животиње чувене немачке редитељке и аниматорке Лоте Рајнигер, 1928. године. Радња телевизијске серије и филма, са Едијем Марфијем у главној улози, доста одступа од књиге и по ликовима и по заплетима.
По мотивима Лофтингових прича о доктору Дулитлу руски писац Корнеј Чуковски написао је књигу Доктор Јојболи.